# Mónica Ashida
Mónica Ashida Cueto (Guadalajara, Jalisco, 1972) es una curadora, museógrafa, investigadora y promotora cultural mexicana. Ha dedicado su carrera profesional a crear, gestionar, coordinar y asesorar proyectos culturales. Es reconocida por haber desarrollado iniciativas claves en la escena del arte contemporáneo nacional.

## Trayectoria
Mónica Ashida, junto con sus hermanos Carlos y Jaime, comenzó una serie de proyectos de arte contemporáneo en la ciudad de Guadalajara a finales de la década de los noventa.
El Taller Mexicano de Gobelinos (TMG) puso en marcha un oficio tradicional reproduciendo creaciones contemporáneas; Cu.Mu.Lo (Curaduría, Museología y Logística), fue un proyecto en el que se gestaron exposiciones y encuentros desde la selección de piezas hasta el montaje; y Arena México Arte Contemporáneo (AMAC), un espacio independiente que desde su inicio se caracterizó por promover a artistas contemporáneos como Daniel Guzmán, Fernanda Brunet, Pablo Vargas Lugo, Eduardo Abaroa, Sofía Táboas, Marco Arce y Daniela Rosell. Los proyectos se entrelazaron y se abrieron de manera significativa a artistas internacionales como Chris Hammerlein, Jason Fox, Humma Bhabha, Pae White, Andrea Zittel, David Scher, Lisa Yuskavage o Fabrice Hyber; y artistas locales como Agustín Solórzano, Rubén Méndez, Jorge Méndez Blake, Lourdes Méndez, Ernesto Ramírez, Fernando Palomar, Cynthia Gutiérrez y Emanuel Tovar.
Durante este periodo, Mónica fue coordinadora de exposiciones y difusión del MUSA de 1999 al 2001. A partir de ese año, llevó la dirección de la galería Arena México y fundó Cu.Mu.Lo junto con Carlos Ashida.
En 2005 se mudó a la Ciudad de México, donde se desempeñó como Jefa de Artes Plásticas de la Casa del Lago (2005), Coordinadora de Difusión Cultural del Centro Cultural de México Contemporáneo (2007), asesora de Proyectos Culturales de la Dirección para Asia y África de la Coordinación General de Relaciones Internacionales, Jefatura de Gobierno del Distrito Federal (2009), curadora del Museo Colección Blaisten (2010), e investigadora en el Museo Nacional de Arte (2012).
En el 2013 regresó a la ciudad de Guadalajara para desempeñar el cargo de coordinadora de Artes Plásticas de la Secretaría de Cultura Jalisco.
Ha sido integrante del jurado calificador de comités de adquisición y selección, así como de bienales de arte como la Bienal de Pintura María Izquierdo, la I Bienal de Arte Contemporáneo (BARCO) y la II Bienal de pintura José Atanasio Monroy.
Actualmente dirige la Colección Ashida Cueto y el Archivo Carlos Ashida.

## Curaduría (selección)
Dentro de su trabajo como curadora se encuentran exposiciones como:
- Todo está bien (2001) y Ajeno (2001) en la galería Arena México Arte Contemporáneo.
- Denuncia gráfica (2011) en el Museo Colección Blaisten.
- Tiro por la culata (2012), Jorma Foth, Renato Garza y Javier Pulido. Exposición pública como parte del proyecto LAMPIONE de Frankfurt, Alemania, Centro histórico, Ciudad de México.
- Dolorosa Belleza: Delicada introspección (2014), Sofía Echeverri en el Ex Convento del Carmen, Guadalajara.
- Sálvese quien pueda (2016). Muestra colectiva de exalumnos de la Escuela de Artes Plásticas de la Universidad de Guadalajara, presentada en el Museo de la Ciudad y el Laboratorio de Arte Jorge Martínez.
- La puerta falsa (2016), Paul Nevin, en el Instituto Cultural Cabañas.
- Zugwang (2017), Museo de Arte Raúl Anguiano (MURA).
- Cuando el río suena (2017), Vanessa Fenton, Florencia Guillén y Agua y Ciudad A.C. en el Museo de la Ciudad.
- La Náusea (2017), en el Museo de Arte de Zapopan (MAZ).[6]
- Cromotipia (2019), Francisco Ugarte; La nada no es nada (2020), Rubén Méndez; Catarsis, ¿acaso no está el mundo en su mejor momento? (2020), colectiva de artistas jaliscienses. Presentadas en la Galería Jesús Gallardo del Instituto de Cultura de León, Guanajuato.

## Publicaciones
Ha escrito textos de catálogos, publicaciones monográficas, memorias y artículos de diversa índole para exposiciones y festivales nacionales. A su vez, escribe artículos para las revistas Código, SPOT, periódico Público de Guadalajara, entre otros medios de comunicación.

## Apoyos
Con el apoyo de becas para la creación, producción artística y cultural de instituciones públicas y privadas, ha desarrollado proyectos como:
- Programa de Mentorías (2021). Horizontes Jalisco. Secretaría de Cultura Jalisco.

- Dominio Público: historias, procesos y momentos del arte contemporáneo, Fondo de apoyo PAC Covid -19, Patronato de Arte Contemporáneo (PAC Sitac), Ciudad de México.[7]
- Carlos Ashida, propuestas y prácticas artísticas desde la periferia (GDL – CDMX 90s) (2018). Fundación Jumex Arte Contemporáneo, Ciudad de México; y Proyecta, Secretaría de Cultura Jalisco.